# Говард Шонфілд
Говард Шонфілд (англ. Howard Schoenfield; 15 листопада 1957 — 8 липня 2020) — колишній американський тенісист.
Найвищу одиночну позицію світового рейтингу — 68 місце досяг 16 червня, 1980 року.
Здобув 1 одиночний титул.

## Фінали Гран-прі за кар'єру

### Одиночний розряд: 1 (1–0)
| Результат | W/L | Рік      | Турнір     | Покриття | Суперник    | Рахунок       |
| --------- | --- | -------- | ---------- | -------- | ----------- | ------------- |
| Перемога  | 1–0 | Кві 1980 | Талса, США | Тверде   | Трей Волткі | 5–7, 6–1, 6–0 |